# Fraňo Kráľ
Fraňo Kráľ (ur. 9 marca 1903, zm. 3 stycznia 1955) – słowacki poeta, powieściopisarz i polityk. Był czołowym przedstawicielem literatury socrealistycznej w Czechosłowacji. W 1953 otrzymał tytuł Artysty Narodowego.

## Życiorys
Urodził się w amerykańskim Ohio w rodzinie słowackich imigrantów. W wieku dwóch lat wrócił z matką na Słowację, do Smreczan, z powodu trudnej sytuacji finansowej rodziny. Po skończeniu szkoły podstawowej Kráľ, ukończył szkołę pedagogiczną w Nowej Wsi Spiskiej i podjął pracę jako nauczyciel.
W czasie studiów z powodu ubogiej diety zachorował na tyfus plamisty, który pozostawił trwałe ślady w jego organizmie, czego późniejszą konsekwencją była choroba płuc. Zaciągnął się do wojska, ale wkrótce zachorował na gruźlicę. Najpierw leczył się w Tatrzańskich Matlarach. Później przeniósł się do czeskiego sanatorium Prosečnice. Jeszcze nie do końca ozdrowiały, został zwolniony z sanatorium i rozpoczął pracę jako nauczyciel w Okoličném (dziś w granicach Liptowskiego Mikułasza), później został przeniesiony do małej wsi Kováčovce w powiecie Modrý Kameň.
W 1921 roku został członkiem Komunistycznej Partii Czechosłowacji.
W 1931 przyjechał do Bratysławy do pracy, ale z powodu komunistycznych przekonań został zwolniony i zmuszony do przejścia na emeryturę. W okresie faszystowskiego państwa słowackiego był członkiem nielegalnego ruchu oporu.
Podczas II Wojny Światowej i po jej zakończeniu pracował w Komisji Edukacji, był członkiem Komitetu Centralnego Partii Komunistycznej, członkiem Słowackiej Rady Narodowej i członkiem prezydium Związku Pisarzy Czechosłowackich.
W 1953 otrzymał tytuł Artysty Narodowego.

## Twórczość
Swoją działalność literacką rozpoczął, podczas pobytów w szpitalu i sanatoriach na Słowacji. Podczas leczenia pisał wiele wierszy, które zostały opublikowane, m.in. w Pravdzie.
W pierwszym okresie swojej twórczości działał pod wpływem poezji proletariackiej. Później w jego dziełach można odnaleźć wiele poetyzmu i symboliki. W swoich powieściach przedstawiał sytuację społeczno-polityczną na Słowacji w okresie międzywojennym; opisywał także okropności i cierpienia wojny. Pod koniec swoim stylem pisarskim reprezentował socrealizm. W jego utworach pojawiały się tendencje antyreligijne, a później antyfaszystowskie oraz egzaltacja ideologii marksistowskiej.
Na język polski została przetłumaczona powieść „Zakręt pod Rachowem”, która została wydana przez Państwowy Instytut Wydawniczy.